# Monad Regio
La Monad Regio è una struttura geologica della superficie di Tritone.